# Abderrazek Chebbi
Abderrazek Chebbi (ar. عبدالرزاق الشابي; ur. 9 lutego 1962) – tunezyjski piłkarz grający na pozycji obrońcy. W swojej karierze grał w reprezentacji Tunezji.

## Kariera klubowa
W swojej karierze piłkarskiej Chebbi grał w klubie Étoile Sportive du Sahel.

## Kariera reprezentacyjna
W 1982 roku Chebbi został powołany do reprezentacji Tunezji na Puchar Narodów Afryki 1982. Zagrał w nim w dwóch meczach grupowych: z Libią (0:2) i z Ghaną (0:1).